# Gli gnomi delle montagne/Belfy e Lillibit
Gli gnomi delle montagne/Belfy e Lillibit è un singolo del gruppo Le Mele Verdi, pubblicato nel 1981.

## Tracce
1. Gli gnomi delle montagne – 2:50 (testo: Mitzi Amoroso – musica: Corrado Castellari)
2. Belfy e Lillibit – 3:12 (testo: Mitzi Amoroso – musica: Corrado Castellari)

## Descrizione
Gli gnomi delle montagne è un brano musicale inciso come sigla dell'anime omonimo scritto da Mitzi Amoroso, composto da Corrado Castellari e interpretato da Sara Cavaliere e Paolo Peroni, con l'ausilio di Stefania Bruno e la partecipazione "parlata" ai cori di Corrado Castellari.
Belfy e Lillibit è un brano musicale inciso come sigla dell'anime omonimo scritto da gli stessi autori La voce solista del brano è di Paolo Peroni, con la partecipazione "parlata" sempre di Corrado Castellari.